# Dädesjö
Dädesjö is een plaats in de gemeente Växjö in het landschap Småland en de provincie Kronobergs län in Zweden. De plaats heeft 131 inwoners (2005) en een oppervlakte van 35 hectare. In de plaats ligt de kerk Dädesjö gamla kyrka, die uit de 13de eeuw stamt en de kerk Dädesjö nya kyrka, die uit 1795 stamt en gebouwd is als vervanging van de oude (gamla) kerk. Voor de rest wordt Dädesjö omringd door zowel landbouwgrond en bos als moerasachtig gebied, ook ligt het meer Dälingen vlak bij het Dädesjö. De stad Växjö ligt zo'n vijfentwintig kilometer ten zuidwesten van het dorp.

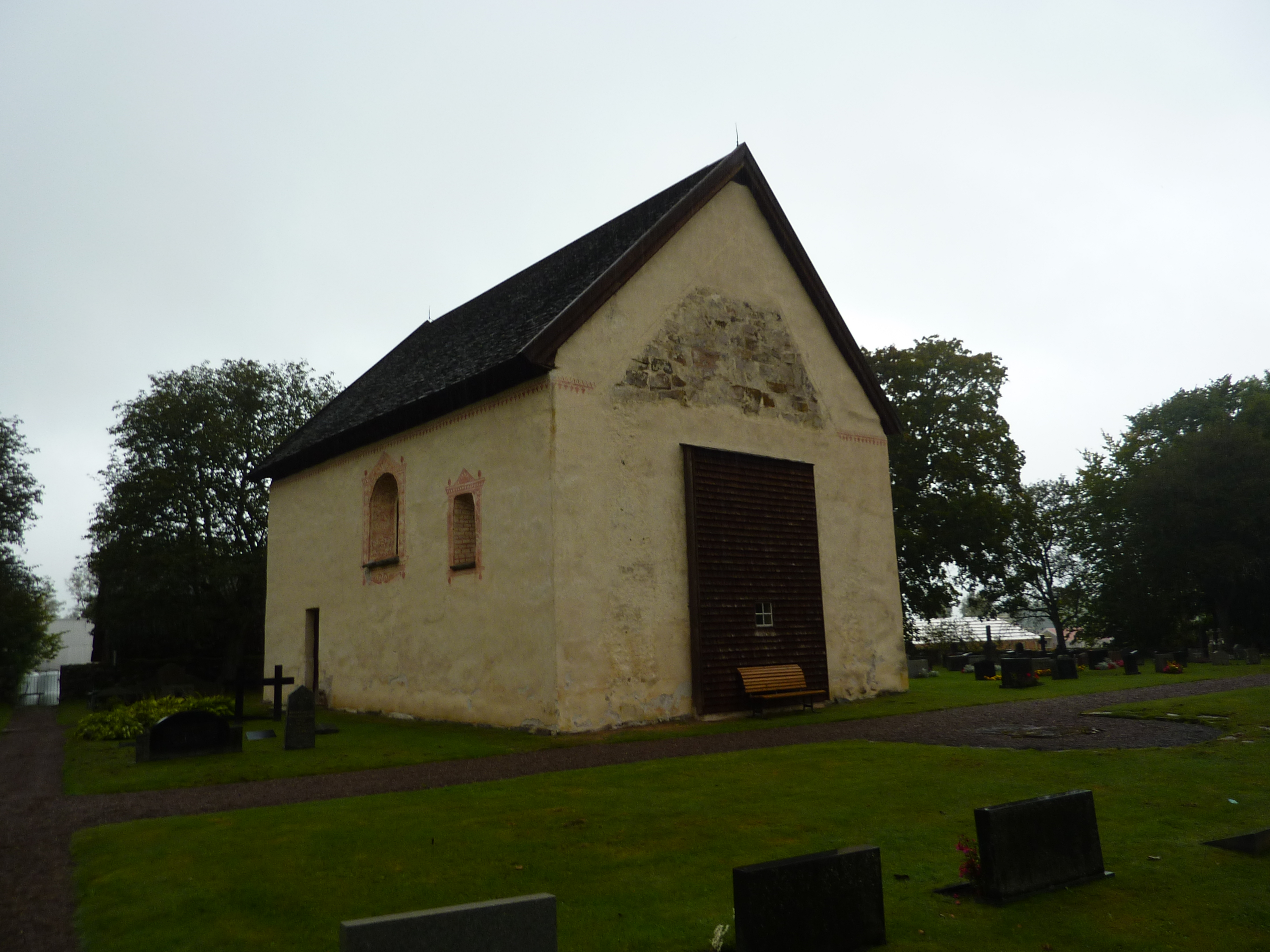
Dädesjö gamla kyrka
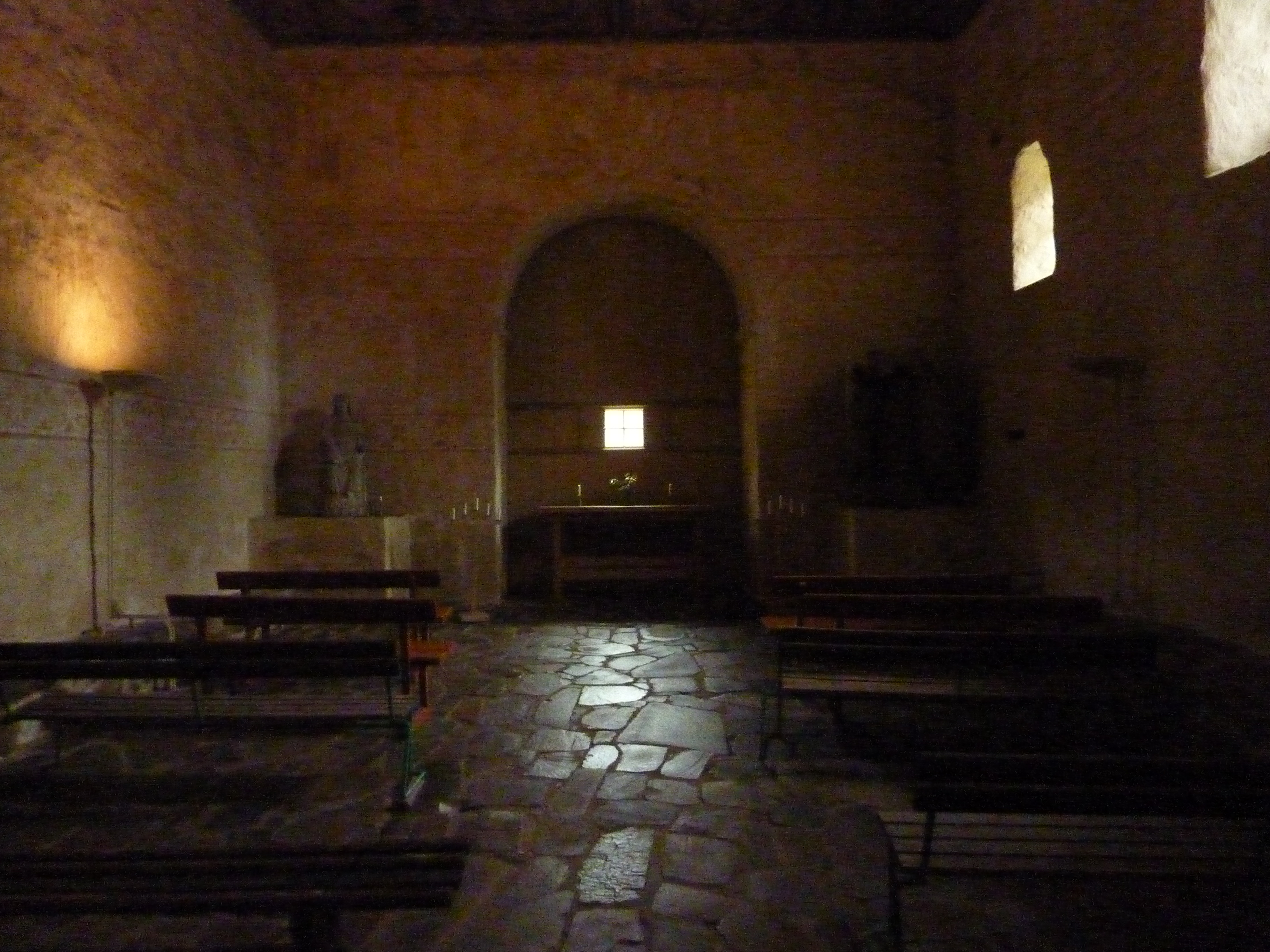
Dädesjö gamla kyrka interieur
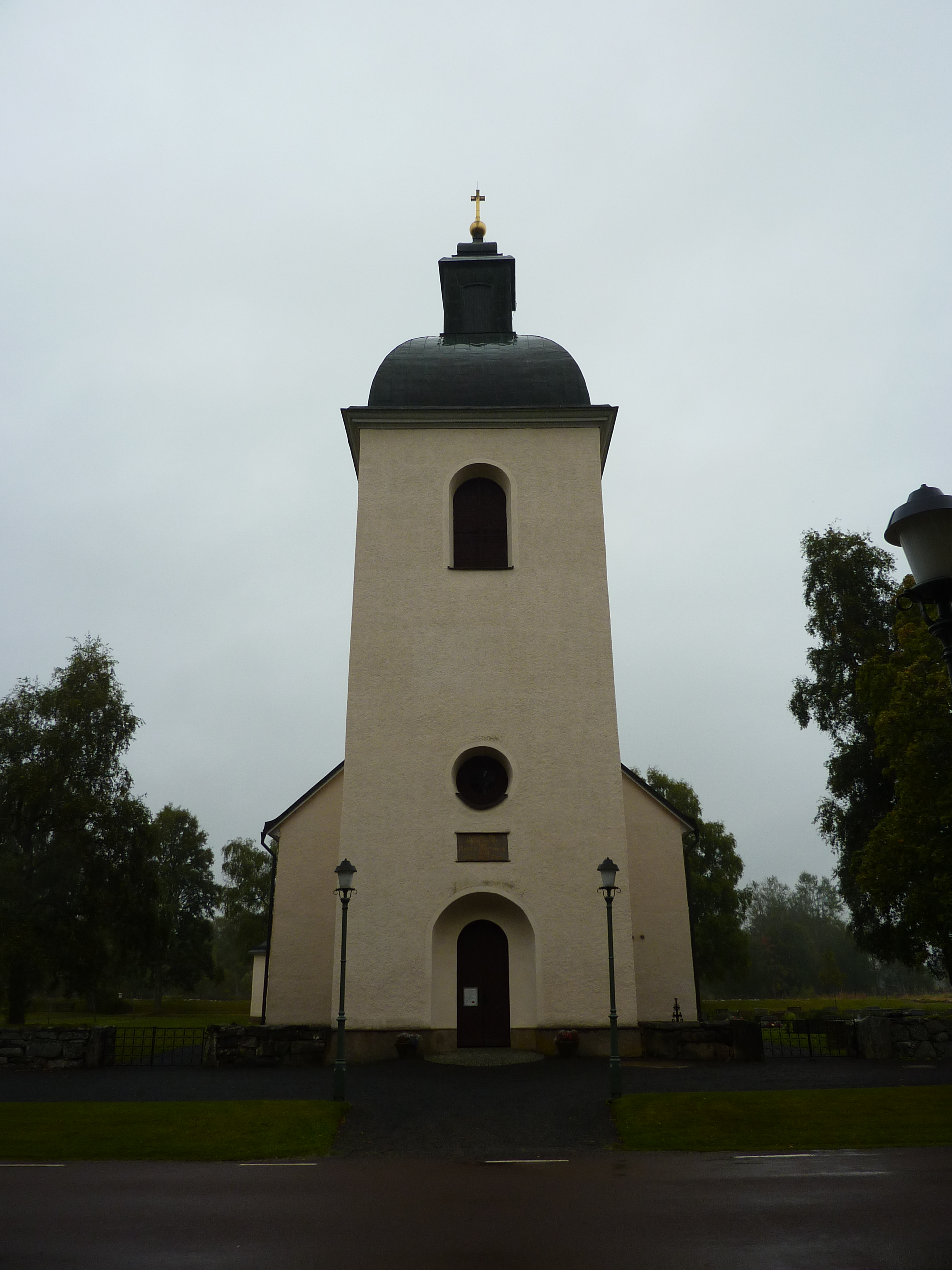
Dädesjö nya kyrka